# Punky Funky Love
「Punky Funky Love」（パンキー・ファンキー・ラブ）は、GRANRODEOの楽曲で、22枚目のシングル。2015年1月28日に発売。発売元はLantis。

## 概要
前作「変幻自在のマジカルスター」から約1年ぶりのシングル。表題曲「Punky Funky Love」はTVアニメ『黒子のバスケ』第3期前期OP主題歌に起用された。『黒子のバスケ』のOPを歌うのは今作を含めて5作目となった。
今作も前作、前々作同様に初回限定盤、通常盤、アニメ盤の3種形態でのリリースとなった。また、3作連続で黒子のバスケのタイアップとなっている。

## チャート成績
2015年2月9日付のオリコン週間ランキングで1.2万枚を売り上げ、8位を獲得。週間チャートトップ10入りは4作連続である。また、2015年2月7日放送の『COUNT DOWN TV』内の「THIS WEEK TOP100」で9位を獲得。同番組でのトップ10入りは「RIMFIRE」以来5作ぶりである。

## シングル収録内容
| 全作詞: 谷山紀章、全作曲・編曲: 飯塚昌明。 |                                   |          |            |      |
| #                                          | タイトル                          | 作詞     | 作曲・編曲 | 時間 |
| 1.                                         | 「Punky Funky Love」              | 谷山紀章 | 飯塚昌明   | 4:30 |
| 2.                                         | 「追憶の輪郭」                    | 谷山紀章 | 飯塚昌明   | 5:24 |
| 3.                                         | 「wish」                          | 谷山紀章 | 飯塚昌明   | 6:21 |
| 4.                                         | 「Punky Funky Love（OFF VOCAL）」 | 谷山紀章 | 飯塚昌明   | 4:30 |
| 5.                                         | 「追憶の輪郭（OFF VOCAL）」       | 谷山紀章 | 飯塚昌明   | 5:24 |
| 6.                                         | 「wish（OFF VOCAL）」             | 谷山紀章 | 飯塚昌明   | 6:21 |
| 合計時間:                                  | 合計時間:                         | 32:30    |            |      |

| #  | タイトル                         | 作詞 | 作曲・編曲 |
| -- | -------------------------------- | ---- | ---------- |
| 1. | 「Punky Funky Love」(Music Clip) |      |            |

## カバー
Punky Funky Love
- ベリーグッドマン - 2020年8月19日発売の『GRANRODEO Tribute Album "RODEO FREAK"』に収録。